# Mimus
Mimus es un género de aves paseriformes de la familia Mimidae. Son conocidas con los nombres coloquiales de calandrias, cenzontles, sinsontes o tencas. Las diferentes especies se distribuyen por gran parte de América, desde la región de los Grandes Lagos, en América del Norte, hasta el Cabo de Hornos, en el extremo sur de Sudamérica. Se les reconoce por su peculiar canto.

## Especies
Se reconocen 14 especies:
- Mimus polyglottos (Linnaeus, 1758) – cenzontle común;
- Mimus gilvus (Vieillot, 1808) – cenzontle tropical;
- Mimus gundlachii (Cabanis, 1855) – sinsonte prieto;
- Mimus thenca (Molina, 1782) – sinsonte tenca;
- Mimus longicaudatus (Tschudi, 1844) – sinsonte colilargo;
- Mimus saturninus (Lichtenstein, MHK, 1823) –calandria grande;
- Mimus patagonicus (d'Orbigny & Lafresnaye, 1837) – sinsonte patagón;
- Mimus triurus (Vieillot, 1818) – sinsonte trescolas;
- Mimus dorsalis (d'Orbigny & Lafresnaye, 1837) – sinsonte castaño;
- Mimus parvulus (Gould, 1837) – sinsonte de Galápagos;
- Mimus trifasciatus (Gould, 1837) – sinsonte de Floreana;
- Mimus macdonaldi (Ridgway, 1890) – sinsonte de Española;
- Mimus melanotis (Gould, 1837) – sinsonte de San Cristóbal;
- Mimus graysoni (Lawrence, 1871) – sinsonte de Socorro.